# Uclesia petiolata
Uclesia petiolata là một loài ruồi trong họ Tachinidae.